# Xavier de Montclos
Xavier de Montclos, all'anagrafe Perouse de Montclos Xavier Paul (Saveuse, 30 agosto 1924 – Parigi, 21 settembre 2018), è stato uno storico francese specializzato in storia delle religioni.

## Biografia
È stato professore all'università Lumière-Lyon-II e membro del consiglio d'amministrazione della Société d'histoire religieuse de la France
Tra le sue prime opere si ricorda l'edizione dei documenti su Le Toast d'Alger, (Paris, E. de Boccard, 1966). In seguito si è dedicato a studi sul cristianesimo contemporaneo che hanno destato un notevole dibattito nella stampa specializzata.
Insieme a Jean-Marie Mayeur e a Yves-Marie Hilaire ha pubblicato il Dictionnaire du monde religieux dans la France contemporaine (Paris, Beauchesne, 1994).
La sua concisa Histoire religieuse de la France, uscita nel 1988 presso la diffusissima collana Que sais-je ? della Presses universitaires de France, è giunta nel 1997 alla 3ª edizione. Nel 2002 le Éditions du Cerf hanno pubblicato un'analoga Breve histoire de l'eglise de France.

## Opere
- Les chrétiens face au nazisme et au stalinisme: l'épreuve totalitaire, 1939-1945, Paris, Plon, 1983
- Histoire religieuse de la France, Paris, Presses universitaires de France, 1988
- Réformer l'Église: histoire du réformisme catholique en France, de la Révolution jusqu'à nos jours, Paris, Éditions du Cerf, 1998
- Brève histoire de l'Église de France, Paris, Éditions du Cerf, 2002
- L'ancienne bourgeoisie en France du XVIe au XXe siècle, Paris, Christian, 2005